# San Pietro guarisce lo storpio
San Pietro guarisce lo storpio è un affresco (circa 350x300 cm) di Cimabue e aiuti, databile attorno al 1277-1283 circa e conservato nel transetto destro della basilica superiore di San Francesco di Assisi. 

## Storia
La datazione degli affreschi di Cimabue è piuttosto discorde, sebbene negli studi più recenti si sia assestata a un periodo compreso tra il 1277, anno dell'elezione al soglio pontificio di Niccolò III, e il 1283 circa. 
Gli affreschi di Cimabue sono in generale in condizioni mediocri o pessime. La zona del transetto destro è decorata dalle Storie degli Apostoli Pietro e Paolo. Per ragioni non del tutto spiegate, forse legate a una polemica anti-Orsini, Cimabue interruppe improvvisamente il suo lavoro al transetto e, pur lasciando con tutta probabilità i disegni e le idee ad Assisi, se ne tornò a Firenze. Ciò è stato collegato all'anno 1283, quando fu sconfitta la fazione filoangioina degli Annibaldi e di Martino V, con il papa costretto a rientrare a Roma (era stato a Perugia e Viterbo) controllato dagli Orsini. Gli Annibaldi, probabilmente protettori del pittore, erano stati omaggiati, assieme al senatore Gentile Orsini, loro alleato contro la sua stessa casata, nella volta dei quattro Evangelisti. 

## Descrizione e stile
La scena mostra un brano degli Atti degli Apostoli (III, 1-8), quando Pietro e Giovanni, nell'entrare al Tempio, vengono avvicinati da uno zoppo che lì era solito elemosinare e Pietro, "in nome di Gesù Cristo il Nazareno", lo guarisce seduta stante. 
La scena è organizzata sullo sfondo di architetture cittadine composte simmetricamente ai lati di un grande edificio a pianta poligonale posto al centro: è il Tempio di Gerusalemme, che l'artista rappresenta come un prisma con le facce illuminate in maniera diversa, dotato di cupola e di un'entrata classica, con colonne che reggono un frontone triangolare (simile a quello del Pantheon), con una rappresentazione d'aquila al centro. Nei gruppi di case ai lati, spesso dotate di attici che formano una sorta di gradoni, si nota come per Cimabue la prospettiva, intesa come modo di rendere la profondità spaziale, fosse qualcosa che divergeva allontanandosi ai lati, contrariamente al tipo di prospettiva rinascimentale, che convergeva invece al centro. 
In primo piano, a sinistra, Giovanni sta alle spalle di Pietro, che si piega in avanti facendo l'azione miracolosa di risanare lo storpio, più piccolo, posto vicino a un compagno. A destra un gruppo di astanti chiude la scena; in questo gruppo alcune incertezze lo hanno fatto riferire ad aiuti di bottega; Battisti fece anche un nome: Manfredino da Pistoia.

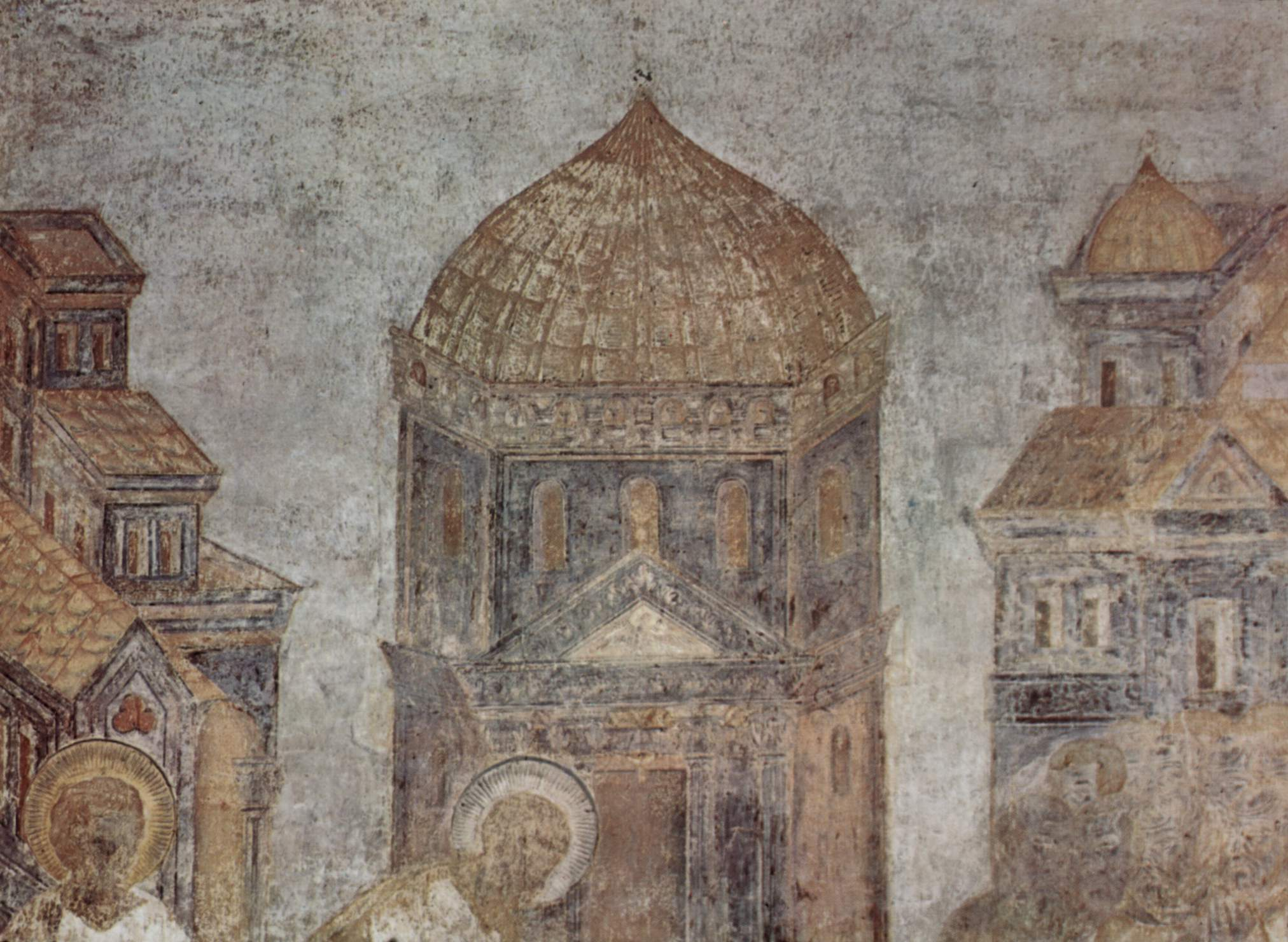
Dettaglio